# HD100096
HD100096 — хімічно пекулярна зоря спектрального класу
A3 й має видиму зоряну величину в смузі V приблизно  8,5.